# Томатиљо
Томатиљо (Physalis philadelphica и Physalis ixocarpa), познат и као мексички парадајз са љуском, је биљка из породице велебиља која носи мале, сферичне, зелене или зелено-љубичасте плодове истог имена. Томатиљо потиче из Мексика и култивисан је у претколумбовском добу. Као кључан део мексичке кухиње, једу се сирови и кувају у разним јелима, посебно у салси верде. Томатиљо је вишегодишња биљка, али се углавном узгаја за пољопривреду сваке године, као да је једногодишња.

## Имена
Томатиљо је такође познат као парадајз са љуском, мексичка јагода, парадајз са великим цветовима, или мексички парадајз са љуском. Нека од ових имена, међутим, могу се односити и на друге врсте из рода Physalis. Друга имена су мексички зелени парадајз и милтомат.
На шпанском се зове tomate de cáscara (парадајз са љуском), tomate de fresadilla (мали парадајз - јагода), tomate milpero (пољски парадајз), tomate verde (зелени парадајз), tomatillo ( у Мексику; овај израз на другим местима значи „мали парадајз”) , miltomate (Мексико, Гватемала), farolito (мали фењер) или једноставно парадајз (у ком случају парадајз се назива jitomate).
Име рода Physalis потиче од новолатинског physalis, које је сковао Линеус од старогрчког φυσαλλίς („бешика, дувачки инструмент“), настао од φυσιοω („напухнути се, надувати се“).

## Дистрибуција
Томатиљо је пореклом из Централне Америке и Мексика, а расте од Мексика до Костарике. Биљка се највише гаји у мексичким државама Хидалго и Морелос, и у висоравнима Гватемале где је позната као милтомат. У Сједињеним Америчким Државама, томатиљо се култивише од 1863. године, од којих је један назван jamberry 1945. године, а други са називима „Мајански парадајз са љуском“ и „џамбо парадајз са љуском“. Даља дистрибуција се десила на Бахамима, Порторику, Јамајци и Флориди. До средине 20. века биљка је даље извезена у Индију, Аустралију, Јужноафричку републику и Кенију.
Дивљи парадајз и сродне биљке налазе се свуда у Америци осим на крајњем северу, са највећом разноврсношћу у Мексику. У 2017. години, научници су известили о свом открићу и анализи Physalis infinemundi, фосилног Физалиса пронађеног у патагонијском региону Аргентине, који датира 52 милиона година пре нове ере. Ово откриће је одбацило најраније појављивање породице биљака Solanaceae и рода Physalis, чији је део парадајз.

## Култивација

### Историја
Томатиљо је припитомљен у Мексику пре доласка Европљана и играо је важну улогу у култури Маја и Астека, важнију од парадајза. Конкретно име philadelphica датира из 18. века.

### Производња
Постоје ограничене информације о производњи томатиља, иако се дистрибуира и узгаја широм света као домаћа баштенска биљка. Томатиљо се углавном узгаја на отвореним пољима у Мексику и Гватемали у великим размерама. Мањи усеви се саде у многим деловима Сједињених Америчких Држава. У Мексику, томатиљо се сади у широком распону надморских висина.

### Захтеви земљишта и климе
Генерално, биљке томатиља су толерантне на многе различите услове земљишта. Међутим, најбоље се сналазе у добро дренираним, песковитим, плодним условима земљишта са pH вредношћу између 5,5 и 7,3. Биљке томатиља су осетљиве на хладноћу. Најбоље расту на 25 до 32 °Ц . Испод 16 °Ц, раст је веома слаб. Биљке томатиља преферирају потпуно излагање сунцу и топле локације.

### Земљиште и сетва
Пресађивање је најчешћа пракса за биљаке томатиља. Биљке се најчешће производе у пластеницима. Клијање се јавља на 20 до 27 °Ц. Пресађивање се дешава 6 до 8 недеља након сетве и када прође ризик од мраза. Директна сетва на отвореном се може обавити само ако не постоји ризик од мраза и ако је температура земљишта виша од 15 °Ц. Директна сетва на отвореном доводи до скраћивања вегетационог периода. Због свог гранастог раста, једној биљци је потребно довољно простора за узгој. Томатиљо се обично узгаја у редовима од 0,7 до 1,6 м један од другог. Иако је томатиљо вишегодишња биљка, презимљавање је тешко, па се иначе гаји као једногодишња биљка.

### Ђубрење и управљање пољем
Биљке томатиља могу достићи висину од 1,5 до 2 метра. Због њиховог брзог и гранастог раста, препоручује се резање. Резање такође олакшава каснију бербу и спречава да плод додирује земљу, чиме се смањује оштећење плода и љуске. Резање такође може да смањи штету од болести и пужева. Ђубрење се препоручује на умереном нивоу. Уобичајена је примена 40 до 90 килограма фосфора по хектару. Други хранљиви састојци и ђубрива могу бити потребни у зависности од типа земљишта и наводњавања. За некомерцијалну производњу препоручује се редовно ђубрење. Иако биљке томатиља старењем постају отпорније на сушу, потребно је редовно заливање. Биљкама томатиља је потребно 25–38 мм воде недељно. Вода може доћи из падавина или наводњавања. Наводњавање се може управљати капањем, прскалицама, браздом или канистером за заливање. Учесталост наводњавања зависи од времена и фазе раста усева, у распону од једном или два пута недељно до дневно, током врућег времена. Коров је озбиљан изазов у производњи томатиља и посебно је опасан током првих неколико недеља. Пластични и органски малчеви помажу у ефикасној контроли корова. Примена пластичних малчева такође помаже да се ограничи испаравање воде из земљишта и модификује микроклима, чиме утиче на раст и принос томатиља.

### Жетва и третман после жетве
Томатиљо се обично бере 65 до 100 дана након пресађивања. Производња траје 1 до 2 месеца или до првог мраза. Берба се одвија редовно, обично сваког дана, и обавља се ручно. Биљка даје 60 до 200 плодова у току једне вегетацијске сезоне, са просечним приносом од око 8,16 тона по хектару. Томатиљо се може чувати до три недеље у хладном и влажном окружењу.

## Кулинарска употреба
Томатиљо се може брати у различитим фазама зрелости. За салса верде, берба се може обавити рано, када је воће кисело и благог укуса. Томатиљо се може брати касније када се плодови прожму ради слађег укуса. Томатиљо се користи на различите начине у чорбама, супама, салатама, карију, печењу, кувању са месом, мармелади и десертима.
Томатиљо је кључни састојак свежих и куваних мексичких и централно-америчких зелених сосова. Зелена боја и киселкаст су главни кулинарски доприноси томатиља. Љубичасте и црвене сорте често имају благу слаткоћу, за разлику од зелених и жутих сорти, па се углавном користе у џемовима. Као и њихов блиски рођак, перуанска јагода, томатиљо има висок садржај пектина. Друга карактеристика је да имају тенденцију да имају различит степен сланог, лепљивог премаза, углавном када се користе на зеленој страни љуске.
Зрели томатиљо може се чувати у фрижидеру око две недеље. Може трајати дуже када је уклоњена љуска и када је воће у затвореним пластичним кесама стављено у замрзивач. Такође могу бити замрзнуте целе или исечене.
Томатиљо се такође може сушити да би се побољшала слаткоћа воћа на начин сличан сушеним брусницама, са примесама укуса парадајза. Арома томатиља се користи у фузионој кухињи за мешање укуса латиноамеричких јела са онима из Европе и Северне Америке.

## Ботаника

### Опис
P. ixocarpa се често меша са P. philadelphica због морфолошких сличности и чињенице да ниједна врста није имала јасну ознаку типа. Обе врсте имају плаве прашнике који се увијају након отварања, жути венчић са пет плавих тачака или мрља и чашицу са 10 ребра која је испуњена или распршена бобицом. Ове две врсте се разликују по величини цвета и типу стигме.
P. philadelphica расте од 15 до 60 цм и има мало длачица на стабљици. Листови имају оштре и неправилно раздвојене удубљења са стране. Биљка томатиља обично је висока око један метар. Листови су обично назубљени и могу бити глатки или са длачицама.

### Класификација
Томатиљо је члан рода Physalis, који је подигао Карл фон Лине 1753. године. Жан Батист Ламарк је описао томатиљо под именом Physlis philadelphica 1786. године. Друге врсте, као што су P. aeuata и P. violacea, описане су касније. Томатиљо се такође често класификује као P. ixocarpa. Међутим, P. philadelphica је економски најважнија врста. Номенклатура за Physalis се променила од 1950-их. P. philadelphica је једно време класификована као врста P. ixocarpa. Касније је класификација P. ixocarpa ревидирана под врсту P. philadelphica. Данас се назив P. ixocarpa уобичајено користи за домаћу биљку, а P. philadelphica за дивљу.

### Цвет
Цвеће има неколико боја: бело, светло зелено, светло жуто, а понекад и љубичасто. Цвеће можем али не мора имати љубичасте мрље. Прашници су типично тамно љубичасти до бледо плави. Биљке томатиља су веома самонекомпатибилне, а за правилно опрашивање потребне су две или више биљака. Тако, изоловане биљке томатиља ретко дају плодове.

### Плод
Плод томатиља је окружен нејестивом љуском налик папиру. Како плод сазрева, испуњава љуску и може да је отвори до времена бербе. Љуска постаје смеђа, а плод може бити зрео у неколико боја, укључујући жуту, зелену или чак љубичасту. Свежина и зеленило љуске су критеријуми квалитета.

### Врсте
Постоји неколико варијанти томатиља, са разликама у укусима, особинама и бојама плодова. Неке сорте укључују Amarylla, Chupon, Gigante, томатиљо са зеленом љуском, мексички томатиљо, ананас томатиљо, Purple de Milpa, Rio Grande Verde и жути томатиљо.

### Генетика

#### Особина самонекомпатибилности
Иако је самокомпатибилност уобичајена међу дивљим популацијама, томатиљо има особине које нису компатибилне са собом. Биљка, односно плодни хермафродит, није у стању да произведе зиготе након самоопрашивања. Ово ограничава могућност побољшања производње томатиља у погледу квалитета семена и производње сорти.
Ген за самокомпатибилност налази се у хромозомима томатиља и не наслеђује се преко цитоплазме. Само хетерозиготне биљке могу бити самокомпатибилне, јер је особина контролисана доминантним геном. Томатиљо тако може да произведе семе самоопрашивањем, због укључивања особина самокомпатибилности, али одрживост клијања је различита у целом произведеном семену. Ово сугерише да је укључен не само некомпатибилни полен, већ и неодрживост у фази клијања. Студија из 2022. године, која је користила комерцијалну сорту томатиља, открила је да је она самокомпатибилна и да је показала некомпатибилност само у неким од интерспецифичних хибридних опрашивања која су покушана.

## Болести
Томатиљо је углавном отпорна култура, све док су испуњени њени климатски захтеви. Међутим, као и код свих усева, масовна производња доноси изложеност штеточинама и болестима. Од 2017. године, документоване су две болести које погађају томатиљо, а то су вирус жутог увијања листова томатиља и вирус мозаика репе. Симптоми вируса жутог увијања листова томатиља, укључујући хлоротичне ивице и интервеинално жутило, пронађени су у неколико усева парадајза и томатиља у Мексику и Гватемали 2006. године. Након лабораторијских тестова, вирус је потврђен. Симптоматске биљке су биле повезане са присуством белих мушица, које су вероватно биле узрок ове епидемије.
Вирус мозаика репе је откривен у неколико усева томатиља у Калифорнији 2011. године, због чега је 2% комерцијално узгајаних биљака томатиља постало неупотребљиво, са озбиљним заостајањем у развоју и изобличењем листова. Зелена бресквина лисна уш је уобичајена штеточина у Калифорнији, а пошто лако преноси вирус мозаика репе, ово би могло бити претња производњи томатиља у Калифорнији.